# Soulfly

Logotyp zespołu

Soulfly – amerykańska grupa wykonująca muzykę z pogranicza groove, thrash, death i nu metalu i zaliczana do szeroko pojętego nurtu metalu alternatywnego. Ponadto w twórczości zespołu wyraźne są wpływy tradycyjnej muzyki ludowej. Zespół powstał z inicjatywy Brazylijczyka Maxa Cavalery, który rok wcześniej odszedł ze współzałożonej przez siebie Sepultury.

## Historia

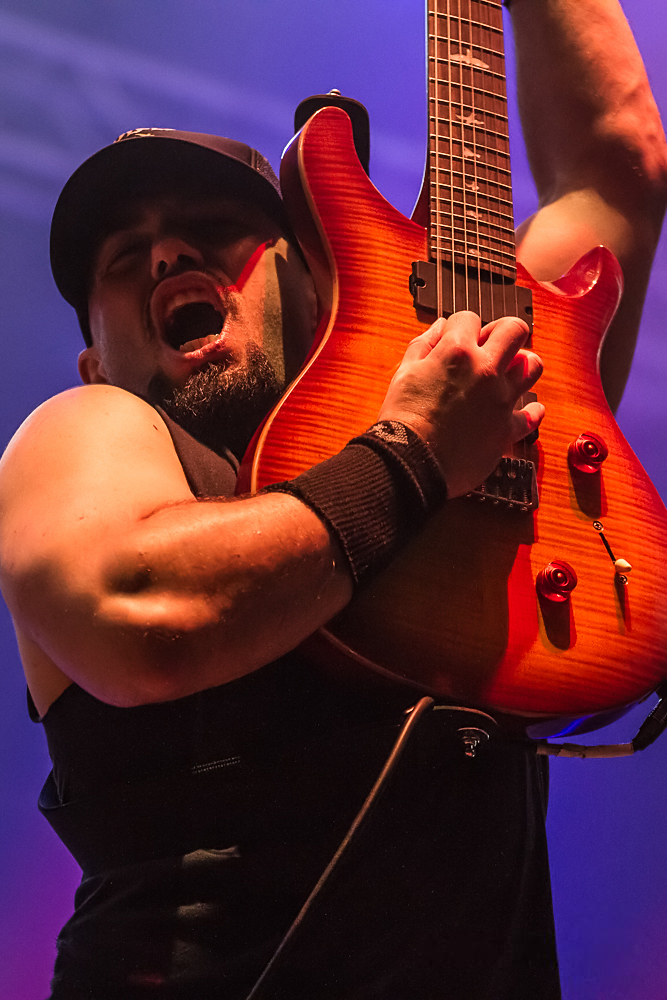
Marc Rizzo, 2013

Pod koniec 1996 Max Cavalera opuścił grupę Sepultura. W 1997 gościł w studiu nagraniowym w Seattle podczas sesji nagraniowej zespołu Deftones, który zaprosił muzyka do udziału w utworze „Headup” wydanym na albumie Around the Fur. Piosenka była poświęcona osobie pasierba Maxa Cavalery, Dany „D-Low” Wellsa (syn Glorii Cavalery z jej poprzedniego związku), a Max był autorem wprowadzającego riffu w tym utworze. Rok potem utwór i słowa w nim zawarte („soul fly”) stały się genezą powstania jego nowego zespołu. W pierwotnym zamierzeniu Soulfly nie miał to być zespół w klasycznym rozumieniu stałych członków, lecz formacja w której założyciel pozostaje w niej nieprzerwanie, ale zmieniają się jego pozostali muzycy, co miało zapewniać świeżość i postępującą nowość. Jednocześnie muzyk przyjął plemienny charakter całego projektu, bliski jemu od wydania albumu Roots z 1996.
Początkowo, jeszcze nie nazwany projekt, w 1997 był oparty na jammowaniu muzyków. Nazwę swojej nowej grupy Soulfly ujawnił Cavalera spontanicznie w wywiadzie telewizyjnym po występie z Deftones w Paryżu. Do projektu zaprosił muzyków, którymi byli kolejno: basista Marcelo Dias (były specjalista od oświetlenia przy Sepulturze) i perkusista Roy Mayorga (występował poprzednio w Horn i Nausea) i Lucio Maia vel Jackson Bandeira (Nação Zumbi). Razem odbywali próby w Phoenix (w tym mieście mieszkał Cavalera), zaś w nagraniach materiału demo uczestniczyli też dwaj członkowie Nação Zumbi, odpowiedzialni za bębny. Zawierające dwie piosenki demo („Eye for an Eye” i „Primitive”) zostało natychmiast zaakceptowane przez wytwórnie Roadrunner Records. Został podpisany kontrakt i rozpoczęto nagrania w studio Indigo Ranch w kalifornijskim Malibu (tak samo jak Roots). Producentem albumu był Ross Robinson, a miksowaniem zajmował się Andy Wallace (tak samo jak w przypadku Roots). Całe wydawnictwo, nazwane Soulfly i wydane 21 kwietnia 1998, zostało poświęcone pamięci Dany „D-Low” Wellsa. Na albumie pojawiło się wielu gości, m.in. muzycy Fear Factory, Limp Bizkit, Chino Moreno. W pierwszych latach działalności silne piętno na twórczości zespołu odcisnęła śmierć wspomnianego Wellsa, któremu dedykowane były albumy i poświęcane poszczególne utwory grupy. Od pierwszego albumu na każdym kolejnym pojawiał się utwór instrumentalny pod tytułem „Soulfly” i nazywany kolejnymi liczbami, w zamierzeniu Cavalery mający być akustyczną improwizacją. Po wydaniu płyty Soulfly koncertował do końca 1998 i w 1999. Po powrocie do Brazylii uczestniczącego w nagraniach gitarzysty prowadzącego Lucio Maia, do udziału w trasie koncertowej został zaangażowany Logan Mader. W 1998 Soulfly występował na Ozzfest, grając w Wielkiej Brytanii i w Ameryce. Menedżerką grupy na lata została Gloria Cavalera.
Następnie doszło do zmian w składzie: Madera zastąpił Mikey Doling (znany wówczas z występów w punk rockowym zespole Snot), Mayorgę zastąpił Joe Nunez. W odnowionym składzie latem 2000 muzycy odbyli amerykańską cześć koncertów objazdowego festiwalu Ozzfest, grając jako gwiazda na drugiej scenie. W utworze „Bleed” kilkakrotnie wystąpił wokalista Disturbed, David Draiman. 26 września 2000 ukazał się drugi album Soulfly zatytułowany Primitive. Nagrania zostały zrealizowane w studiu nagraniowym The Saltmine Studio Oasis w mieście Mesa we współpracy z producentem muzycznym Tobym Wrightem. Gościnnie na płycie wystąpili m.in. wokaliści Tom Araya (Slayer), Corey Taylor (Slipknot), Chino Moreno (Deftones) i Sean Lennon (syn Johna Lennona). Ze względu na sporą liczbę gości płyta bywała krytykowana, podobnie jak za to, że zarzucano jej styl nu metalu. Wydawnictwo dotarło do 32. miejsca listy Billboard 200 w Stanach Zjednoczonych, sprzedając się w nakładzie 226 569 egzemplarzy. W ramach promocji muzycy zagrali liczne koncerty w Wielkiej Brytanii, Rosji oraz innych krajach europejskich. Koncerty Soulfly poprzedzały występy zespołu Glassjaw. W 2001 grupa koncertowała na trasie Back to the Primitive.
W październiku 2001 Nunez odszedł z zespołu i dołączył do pochodzącej z Chicago formacji Striping The Pistol. Na stanowisko perkusisty natomiast powrócił Mayorga. 25 czerwca 2002 ukazał się kolejny album zatytułowany ॐ. Na płycie tradycyjnie pojawili się gościnnie inni muzycy, m.in. wokalista Cristian Machado z grupy Ill Niño. W utworze „Tree of Pain”, poświęconym pamięci Dany Wellsa, zaśpiewał jego brat Richie Cavalera. Limitowana wersja wydawnictwa zawierała m.in. interpretacji utworów z repertuaru grup Black Sabbath, Pailhead i Sacred Reich. Trzeci w dorobku artystycznym zespołu album był promowany podczas koncertów z thrash metalową grupą Slayer w ramach festiwali Extreme Steel. Kolejne koncerty jako headliner muzycy zagrali w Europie. Jesienią odbyły się kolejne koncerty w Stanach Zjednoczonych wraz z zespołami Will Haven i Dwonthesun. W grudniu Soulfly zagrał także w Japonii i Australii wraz z Hatebreed.
Na przestrzeni stycznia i lutego 2003 roku muzycy udali się do Europy, gdzie dali szereg koncertów. Wkrótce potem z Soulfly odeszli Mayorga, Doling i Dias. Funkcję perkusisty ponownie objął Joe Nunez. Ponadto do grupy dołączyli gitarzysta Marc Rizzo, wcześniej związany z Ill Niño (wcześniej w Ill Niño) i basista Bobby Burns (znany z występów w Primer 55). 30 marca 2004 został wydany album Prophecy. Partie gitary basowej na rejestrowanym albumie nagrał Dave Ellefson z Megadeth, który także wystąpił w teledysku „Prophecy” oraz zagrał z grupą kilka koncertów. Materiał na płytę był tworzony w zrębach w USA, a dopracowywany w Serbii (wraz z tradycyjnym zespołem ludowym oraz grupą muzyczną EyesBurn). Wydawnictwo zawierało oprócz nowych kompozycji dodatkowe nagrania zrealizowane podczas Hultsfred Festiwal w Szwecji w 2001 roku. Prophecy prezentowało rozwiniętą formułę muzyki prezentowanej dotychczas przez zespół. Ponadto na flecie i kobzie zagrał Ljubomir Dimtrijevic. Zdaniem Cavalery był to jego początek do thrash metalu. W kwietniu 2004 muzycy zagrali w Stanach Zjednoczonych wraz z zespołami E-Town Concrete i Sworn Enemy. Czwarty album był promowany również podczas letnich koncertów wraz z grupą Ill Niño. W listopadzie ukazała się płyta projektu gitarzysty zespołu Marca Rizzo zatytułowana Committee of Thirteen. Natomiast Soulfly zaanonsowało koncerty z grupą Morbid Angel, które odbyły się w styczniu 2005 roku. W kwietniu zespół udał się do Rosji gdzie zagrał w Moskwie, Królewcu, Nowogrodzie i Petersburgu.

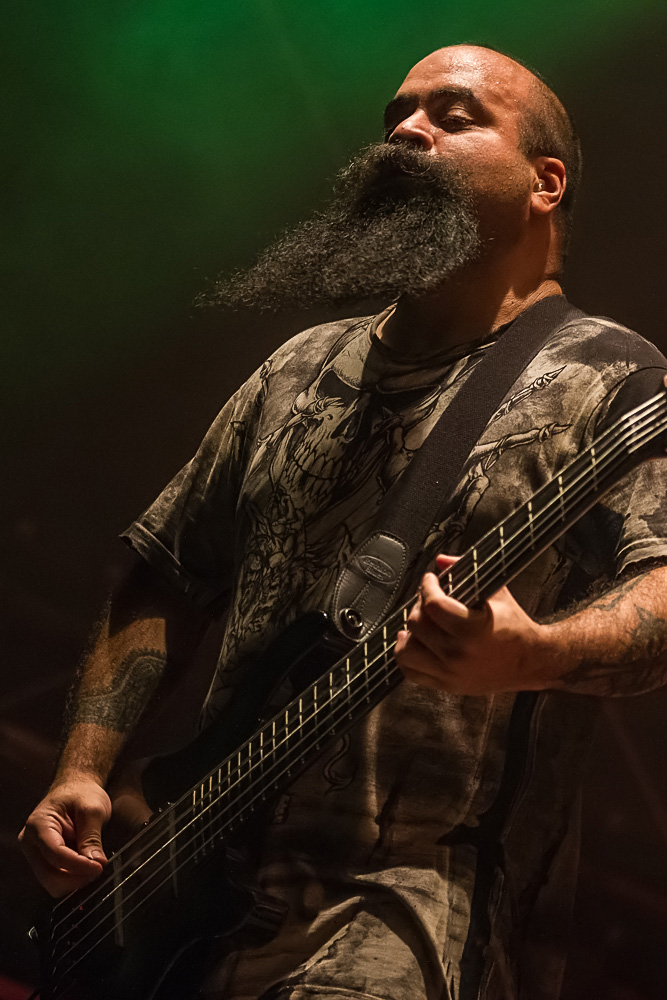
Tony Campos, 2013

W 2004 przygotowywano materiał na DVD, zatytułowane The Song Remains Insane i wydane 1 marca 2005. 4 października 2005 został wydany piąty album Soulfly zatytułowany Dark Ages. Według Maxa Cavalery na nazwę albumu (tytułowe mroczne czasy) i jego wydźwięk wpływ wywarły morderstwo jego przyjaciela, gitarzysty Dimebaga Darrella (8 grudnia 2004) oraz nagła śmierć jego wnuka, Mosesa (syn Christiny tj. jego pasierbicy), który zmarł 10 grudnia 2004 w Serbii. Muzycznie treść płyty stanowił mocniejszy powrót do thrash metalu. Poza USA lider Max Cavalera dokonywał nagrań na album w Rosji, Serbii, we Francji (Soulfly V), w Turcji (meczet). W Stanach Zjednoczonych płyta zadebiutowała na 155. miejscu listy Billboard 200, sprzedając się w przeciągu tygodnia w nakładzie 8500 egzemplarzy. W październiku i listopadzie zespół występował wspomagany przez zespoły Throwdown, Bloodsimple i Incite. W 2006 roku Soulfly wystąpił w Europie wraz z zespołem Skindred. Kolejne koncerty odbyły się na zachodnim wybrzeżu Stanów Zjednoczonych. Muzycy zagrali także na Download Festival w Castle Donington w Wielkiej Brytanii. 20 kwietnia 2007 zespół wystąpił po raz pierwszy w Ameryce Południowej w ramach Estadio Pepsi Music w Buenos Aires. PromującDark Ages na kilku kontynentach Soulfly grał u boku Deftones czy Korn.
23 lipca 2008 ukazał się szósty album Soulfly zatytułowany Conquer. Gościnnie na płycie wystąpił członek Morbid Angel David Vincent, który zaśpiewał w utworze „Blood Fire War Hate”. Specjalna edycja wydawnictwa zawierała dodatkową płytę DVD z zapisem koncertu z 13 lipca 2005 roku w warszawskim klubie Stodoła. W Stanach Zjednoczonych płyta dotarła do 66. miejsca listy Billboard 200, sprzedając się w nakładzie 8400 egzemplarzy w przeciągu tygodnia od dnia premiery. Grupa promowała album w Ameryce i w Europie, na trasach z zespołami The Haunted, Devastation.
26 maja 2010 premierę miał siódmy album grupy zatytułowany Omen (według innej wersji 18 maja 2010). W opinii Maxa był to trzecia i ostatnia część trylogii albumów Soulfly. W opinii Maxa był to trzecia i ostatnia część trylogii albumów Soulfly. On sam był producentem tej płyty. W nagraniach utworów bonusowych na płycie wzięli udział również synowie Maxa Cavalery: Zyon który zagrał na perkusji w interpretacji utworu „Refuse/Resist” z repertuaru Sepultury oraz Igor, który również zagrał na perkusji w utworze „Your Life, My Life” z repertuaru formacji Excel. Udział tego pierwszego ma wymiar symboliczny, jako że w pierwotnej wersji „Refuse/Resist” na płycie Chaos A.D. (1993), we wstępie do tego utworu wykorzystano zapis bicia jego serca w łonie matki.
W lipcu 2010 z zespołu odszedł basista Bobby Burns, tory kilka lat wcześniej przeszedł wylew krwi do mózgu, po czym na nowo musiał się uczyć gry, zaś po wydaniu Omen stracił zapał do dalszego udziału w zespole, a ponadto podczas trasy koncertowe umieszczał w internecie relacje wideo psujące reputację grupy. Jego miejsce, na czas zaplanowanych tras koncertowych, zajął Johny Chow, współpracujący z Maxem Cavalerą także w projekcie muzycznym Cavalera Conspiracy. W 2011 roku w miejsce Chowa funkcję basisty objął Tony Campos znany z występów w grupie Static-X. W połowie 2011 grupę opuścił jej długoletni perkusista Joe Nunez, a jego miejsce objął David Kinkade (członek zespołu Divine Empire, Borknagar, w przeszłości także Malevolent Creation).
We wrześniu 2011 Soulfly nagrywał nowy, ósmy w dorobku album. Premiera albumu pt. Enslaved odbyła się 13 marca 2012. Powstał on duchu death metalu. Na płycie gościnnie pojawili się Dez Fafara, który stworzył wspólny utwór z Maxem Cavalerą. Album promował teledysk do utworu „World Scum”. Ponadto na płycie znalazł się kolejny utwór poświęcony pamięci Dany Wellsa, zaś wystąpili w nim – po pierwszy – wszyscy trzej synowie Maxa: Igor i Richie (śpiew) oraz Zyon (perkusja). W październiku 2012 roku podczas trasy koncertowej opuścił grupę dotychczasowy perkusista David Kinkade, który postanowił zrezygnować zupełnie z kariery muzycznej. Obowiązki perkusisty koncertowego objął syn Maxa Cavalery, Zyon.
W maju 2013 grupa podpisała kontrakt z wytwórnią płytową Nuclear Blast. W dniach 30 września 2013 i 4 października 2013 nakładem tejże wytwórni ukazał się dziewiąty album Soulfly, zatytułowany Savages. 14 sierpnia 2015 wydano dziesiątą płytę pt. Archangel. We wrześniu 2015 ogłoszono, że nowym basistą Soulfly został Mike Leon (znany wcześniej z formacji Havok). 19 października 2018 premierę miał jedenasty krążek, zatytułowany Ritual.
Pomimo religijnych konotacji w twórczości grupy, Max Cavalera przyznał w 2015, że Soulfly nie jest zespołem chrześcijańskim. Zanegował także jego rzekomy religijny fanatyzm, mimo tego że ma przywiązanie do Boga, wyrażając je np. w dedykacji Bogu płyty Soulfly z 1998.
W czerwcu 2020 wydano minialbum EP pt. Live Ritual NYC MMXIX, stanowiący nagranie z występu grupy w Nowym Jorku 11 lutego 2019. Na początku sierpnia 2021 gitarzystą koncertowym Soulfly został ogłoszony Dino Cazares. W tym czasie Marc Rizzo ogłosił powołanie projektu muzycznego pod nazwą Hail Te Horns. Ogłoszono wówczas odejście Rizzo ze składu Soulfly.
Na 5 sierpnia 2022 wyznaczono premierę dwunastego albumu pt. Totem. 5 stycznia 2023 Max Cavalera ogłosił angaż nowego gitarzysty grupy, którym został Mike DeLeon (wcześniej członek grupy Philip Anselmo & The Illegals). W kwietniu 2025 ze składu odszedł Mike Leon. W maju 2025 ogłoszon angaż basisty na okres koncertów w Europie w 2025, a został nim Chase Bryant z grupy Warbringer.

## Muzycy

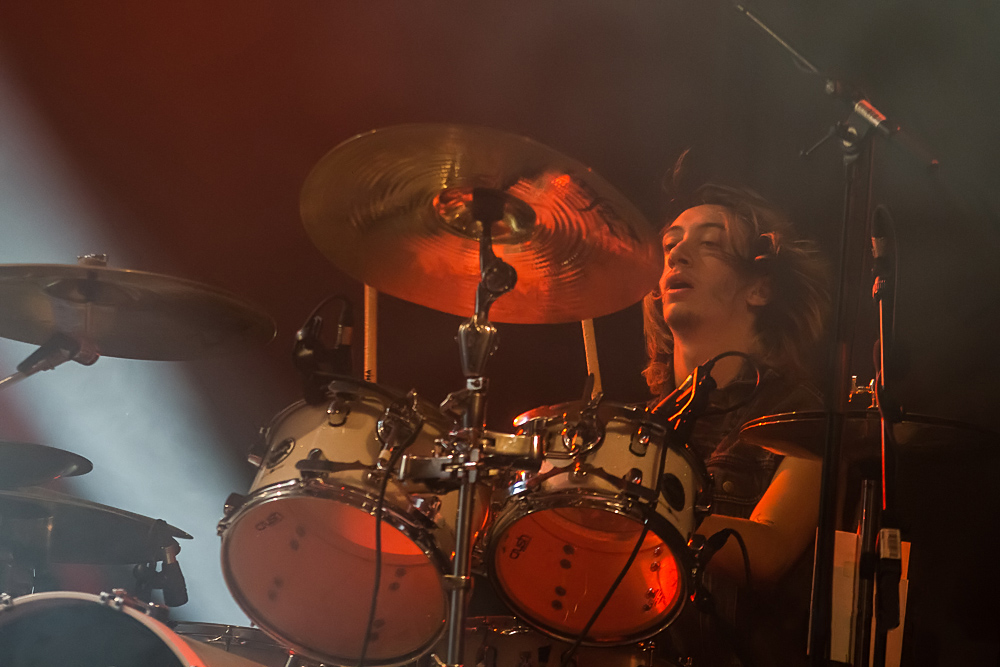
Zyon Cavalera, 2013

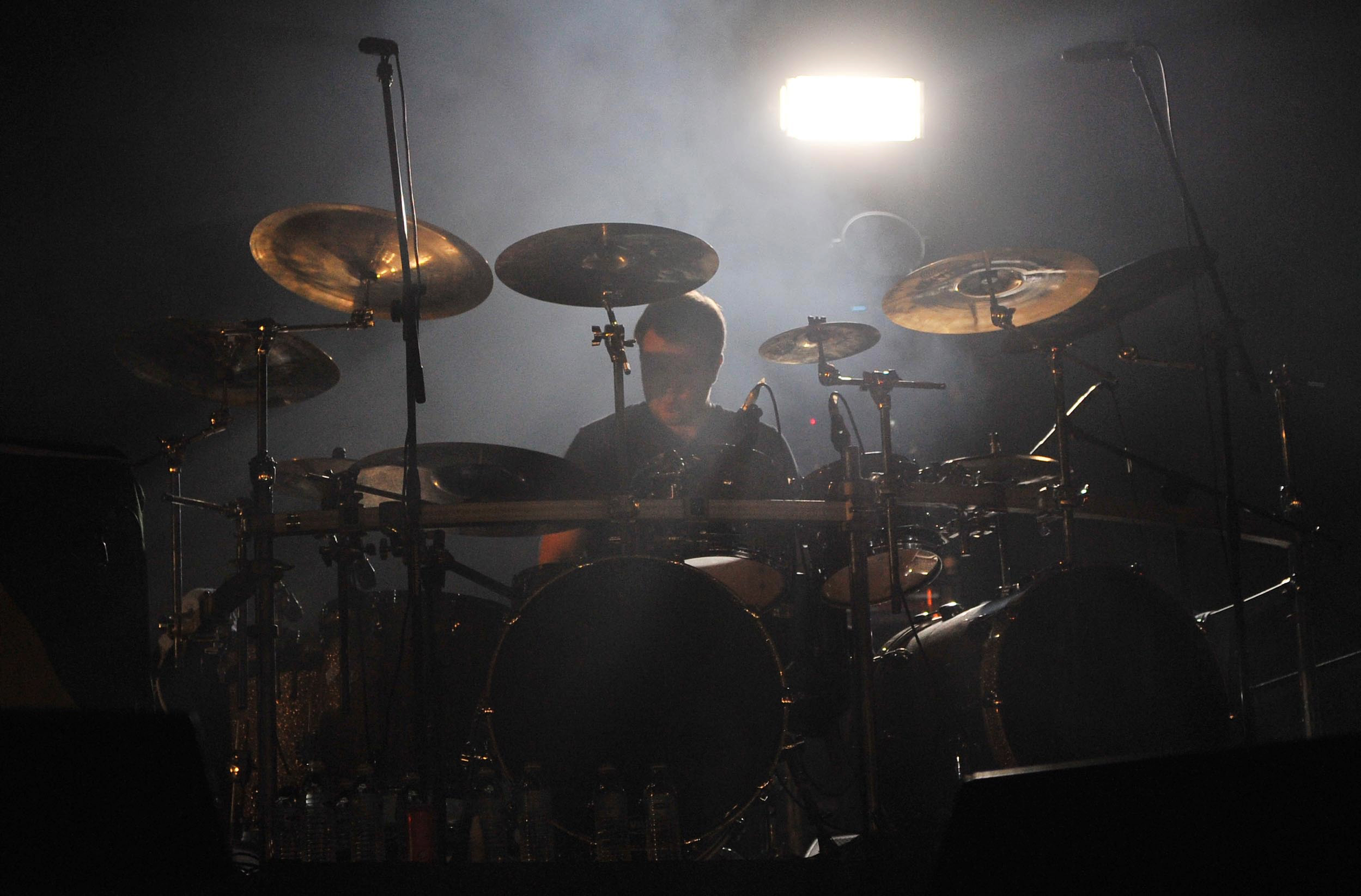
David Kinkade, 2012

| - Max Cavalera – śpiew, gitara (od 1997) - Zyon Cavalera – perkusja (od 2012) - Mike DeLeon – gitara (od 2023) - Dave Ellefson – gitara basowa (2004) - Dan Lilker – gitara basowa (2006) - Johny Chow – gitara basowa (2010–2011) - Juan Karlos Lora German – perkusja (2013, 2014, 2015) - Igor Cavalera – gitara basowa (2015) - Dino Cazares – gitara (2021-2022) - Chase Bryant – gitara basowa (2025) |  | - Jackson Bandeira – gitara (1997-1998) - Marcelo Dias – gitara basowa (1997-2003) - Logan Mader – gitara (1998-1999) - Roy Mayorga – perkusja (1997-1999, 2002-2003) - Mikey Doling – gitara (1999-2003) - Bobby Burns – gitara basowa (2003-2010) - Joe Nunez – perkusja (2000-2001, 2003-2011) - David Kinkade – perkusja (2011–2012) - Tony Campos – gitara basowa (2011-2015) - Marc Rizzo – gitara (2003-2021) - Mike Leon – gitara basowa (2015–2025) |

Oś czasu

## Dyskografia

### Albumy
| Soulfly                     | - Data: 21 kwietnia 1998 - Wydawca: Roadrunner Records    | 79  | 33 | 28 | 12 | 18 | 14 | 29 | 27  | –  | 16  | –  |                   | - USA: złoto - UK: srebro |
| Primitive                   | - Data: 26 września 2000 - Wydawca: Roadrunner Records    | 32  | 26 | 28 | 20 | 22 | 20 | 16 | 39  | 76 | 45  | 22 | - USA: 226 tys.+  |                           |
| ॐ                           | - Data: 25 czerwca 2002 - Wydawca: Roadrunner Records     | 46  | 24 | 12 | 27 | –  | 28 | 14 | 44  | 43 | 61  | 40 | - USA: 33,4 tys.+ |                           |
| Prophecy                    | - Data: 30 marca 2004 - Wydawca: Roadrunner Records       | 82  | 49 | 15 | 53 | –  | 38 | 24 | 51  | 39 | 103 | 33 |                   |                           |
| Dark Ages                   | - Data: 4 października 2005 - Wydawca: Roadrunner Records | 155 | 41 | 19 | 64 | –  | 49 | 29 | 68  | 44 | 126 | –  | - USA: 8,0 tys.+  |                           |
| Conquer                     | - Data: 29 lipca 2008 - Wydawca: Roadrunner Records       | 66  | 19 | 16 | 17 | 20 | 39 | 15 | 33  | 19 | 64  | –  | - USA: 8,4 tys.+  |                           |
| Omen                        | - Data: 26 maja 2010 - Wydawca: Roadrunner Records        | 73  | 38 | 19 | 50 | 44 | 58 | 13 | 42  | 15 | 100 | –  | - USA: 6,0 tys.+  |                           |
| Enslaved                    | - Data: 13 marca 2012 - Wydawca: Roadrunner Records       | 83  | 40 | 32 | 59 | –  | 98 | 38 | 66  | 36 | –   | –  | - USA: 5,9 tys.+  |                           |
| Savages                     | - Data: 4 października 2013 - Wydawca: Nuclear Blast      | 84  | –  | 48 | 83 | 39 | 91 | 41 | –   | 48 | –   | –  | - USA: 4,7 tys.+  |                           |
| Archangel                   | - Data: 14 sierpnia 2015 - Wydawca: Nuclear Blast         | 130 | 41 | 31 | 28 | 22 | 66 | 19 | 33  | 11 | 57  | –  | - USA: 4,8 tys.+  |                           |
| Ritual                      | - Data: 18 października 2018 - Wydawca: Nuclear Blast     | –   | –  | 22 | 47 | –  | –  | 27 | 147 | 19 | 22  | –  |                   |                           |
| Totem                       | - Data: 5 sierpnia 2022 - Wydawca: Nuclear Blast          | –   | –  |    |    | –  | –  |    |     |    |     | –  |                   |                           |
| „–” album nie był notowany. |                                                           |     |    |    |    |    |    |    |     |    |     |    |                   |                           |

### Albumy wideo
| Tytuł                   | Dane dot. albumu                                   | Pozycja na liście | Pozycja na liście |
| Tytuł                   | Dane dot. albumu                                   | USA               | AUT               |
| ----------------------- | -------------------------------------------------- | ----------------- | ----------------- |
| The Song Remains Insane | - Data: 1 marca 2005 - Wydawca: Roadrunner Records | 15                | 5                 |

### Minialbumy
| Tribe                       | - Data: 21 stycznia 1999 - Wydawca: Roadrunner Records | 85 |
| Blood Fire War Hate         | - Data: 9 lutego 2009 - Wydawca: Roadrunner Records    | –  |
| Live Ritual NYC MMXIX       | - Data: czerwiec 2020 - Wydawca: Nuclear Blast         | –  |
| „–” album nie był notowany. |                                                        |    |

### Ścieżki dźwiękowe
| Tytuł          | Dane dot. albumu                                        | Uwagi             |
| -------------- | ------------------------------------------------------- | ----------------- |
| Zdjęcia Ginger | - Data: 13 listopada 2001 - Wydawca: Roadrunner Records | - różni wykonawcy |

### Single
| „Bleed”                      | 1998 | 83 | 8 | Soulfly   |
| „Umbabarauma”                | 1998 | 83 | – | Soulfly   |
| „Tribe”                      | 1999 | –  | – | Soulfly   |
| „Back to the Primitive”      | 2000 | –  | – | Primitive |
| „Seek ‘N’ Strike”            | 2002 | –  | – | ॐ         |
| „Prophecy”                   | 2004 | –  | – | Prophecy  |
| „Frontlines”                 | 2006 | –  | – | Dark Ages |
| „Unleash”                    | 2008 | –  | – | Conquer   |
| „Rise of the Fallen”         | 2010 | –  | – | Omen      |
| „World Scum”                 | 2012 | –  | – | Enslaved  |
| „Bloodshed”                  | 2013 | –  | – | Savages   |
| „We Sold Our Souls to Metal” | 2015 | –  | – | Archangel |
| „–” singel nie był notowany. |      |    |   |           |

## Teledyski
| Tytuł                       | Rok  | Reżyseria              |
| --------------------------- | ---- | ---------------------- |
| „Bleed”                     | 1998 | Thomas Mignone         |
| „Back to the Primitive”     | 2000 | Thomas Mignone         |
| „Seek ‘n’ Strike”           | 2002 | Christoffer Salzgeber  |
| „Prophecy”                  | 2004 | The Good Guys Company  |
| „Roots Bloody Roots” (live) | 2005 | Kimo Proudfoot         |
| „Carved Inside”             | 2005 | Miloš Đukelić          |
| „Frontlines”                | 2005 | Miloš Đukelić          |
| „Innerspirit”               | 2006 | Tomasz Dziubiński      |
| „Unleash”                   | 2008 | Robert Sexton          |
| „Rise of the Fallen”        | 2010 | Dale „Rage” Resteghini |
| „World Scum”                | 2012 | Thomas Mignone         |
| „Archangel”                 | 2015 | Robert Sexton          |